# 岡山県道228号高助西浜線
岡山県道228号高助西浜線（おかやまけんどう228ごう たかすけにしはません）は、岡山県瀬戸内市を通る一般県道である。

## 概要

### 路線データ
- 起点：瀬戸内市邑久町尻海（岡山県道224号瀬西大寺線交点）
- 終点：瀬戸内市邑久町尻海（岡山県道225号虫明長浜線交点）
- 総延長：1.6 km

## 歴史
- 1960年（昭和35年）3月18日 - 岡山県告示第335号により認定される。
- 1972年（昭和47年） - 岡山県の県道番号再編（固定番号制導入）により現行の路線番号に変更される。
- 2004年（平成16年）11月1日 - 邑久郡の全3町（牛窓町・邑久町・長船町）が対等合併して瀬戸内市が発足したことに伴い起終点の地名表記が変更される。

## 地理

### 通過する自治体
- 岡山県
  - 瀬戸内市

### 交差する道路
| 交差する道路            | 交差する場所 | 交差する場所 |
| ----------------------- | ------------ | ------------ |
| 岡山県道224号瀬西大寺線 | 邑久町尻海   | 起点         |
| 岡山県道225号虫明長浜線 | 邑久町尻海   | 終点         |

### 沿線
- 玉津港（終点付近）